# كامبل فورسيث
كامبل فورسيث (بالإنجليزية: Campbell Forsyth)‏ (5 مايو 1939 في المملكة المتحدة - نوفمبر 2020) هو لاعب كرة قدم بريطاني في مركز حراسة المرمى. شارك مع منتخب اسكتلندا لكرة القدم. أما مع النوادي، فقد لعب مع نادي سانت ميرين ونادي ساوثهامبتون ونادي فالكيرك ونادي كيلمارنوك.

## وصلات خارجية
- كامبل فورسيث على موقع الاتحاد الإسكتلندي (الإنجليزية)
- كامبل فورسيث على موقع قاعدة بيانات كرة القدم.إي يو (الإنجليزية)